# Leptodeira misinawui
Leptodeira misinawui — вид отруйних змій родини полозових (Colubridae). Описаний у 2020 році.

## Назва
Видова назва misinawui походить з мови індіанців каньярі і перекладається як «котяче око», стосується схожості ока змії з оком кішки.

## Поширення
Ендемік Еквадору. Вид обмежений басейном річки Хубонес на півдні країни.